# 海马翼管螺
海马翼管螺（学名：Pterotrachea hippocampus），是异足目翼管螺科翼管螺属的一种。主要分布于中国大陆，浮游生活。